# Route départementale 7 (Alpes-de-Haute-Provence)
Pour les articles homonymes, voir Route départementale 7.
La route départementale 7, abrégée en RD 7 ou D 7, est une des routes des Alpes-de-Haute-Provence, qui relie Pontis à Auzet.

## Tracé de Pontis à Auzet
- Pontis
- Col de Pontis, commune de Pontis
- Le Lauzet-Ubaye
- du Lauzet-Ubaye à La Bréole (par la RD 954, RD 900 et RD 900b)
- La Bréole
- Col des Fillys, commune de La Bréole
- Selonnet
- de Selonnet à Seyne-les-Alpes (par la RD 900c et RD 900)
- Seyne-les-Alpes
- Col du Fanget, commune de Auzet
- Auzet